# Bartosz Żurek
Bartosz Żurek (ur. 15 marca 1993 w Sosnowcu) – polski piłkarz występujący na pozycji pomocnika.
Młodzieżowy reprezentant Polski do lat 21, 20, 19, 17 i 15. Zdobywca Pucharu Polski z Legią Warszawa w sezonie 2012/2013.

## Kariera klubowa
Wychowanek Nidy Pińczów. W lipcu 2011 przeniósł się z drużyny juniorów KSZO Ostrowiec Świętokrzyski do grającego wówczas w Młodej Ekstraklasie młodzieżowego zespołu Legii Warszawa.

### Legia Warszawa
Po udanej rundzie jesiennej sezonu 2011/2012 Młodej Ekstraklasy, w lutym 2012 trener Legii Maciej Skorża włączył Żurka (razem z Dominikiem Furmanem i Aleksandrem Jagiełłą) do kadry pierwszego zespołu na obozy przygotowawcze w Turcji i na Cyprze. 26 lutego 2012 Żurek zadebiutował w polskiej ekstraklasie, zmieniając Rafała Wolskiego w 82. minucie wygranego 4:0 wyjazdowego meczu ze Śląskiem Wrocław.
Do końca sezonu 2011/12 Bartosz Żurek regularnie występował jedynie w rozgrywkach Młodej Ekstraklasy. W czerwcu 2012 został włączony do pierwszego zespołu Legii na letni obóz przygotowawczy w Austrii i 5 sierpnia 2012 wystąpił w wygranym 4:0 wyjazdowym meczu 1/16 finału Pucharu Polski z Okocimskim Brzesko, wchodząc na boisko za Marka Saganowskiego w 63. minucie.
21 lutego 2013 przeszedł na zasadzie półrocznego wypożyczenia do występującego w ekstraklasie GKS Bełchatów (zawodnikiem interesowała się również pierwszoligowa Arka Gdynia). W barwach "Brunatnych" zadebiutował trzy dni później, gdy w bezbramkowym meczu z Wisłą Kraków w 82. minucie zmienił Mateusza Maka. W zakończonym spadkiem z ligi sezonie 2012/2013 Żurek wystąpił w GKS-ie 10 razy i nie zdobył żadnego gola.

### Cracovia
W czerwcu 2013 rozpoczął treningi z Cracovią i 9 lipca przeszedł do zespołu Wojciecha Stawowego na zasadzie rocznego wypożyczenia z opcją wykupu. Jako zawodnik „Pasów” zadebiutował 24 lipca 2013, zastępując Łukasza Zejdlera w 60. minucie przegranego 0:1 meczu Pucharu Polski przeciwko Stali Stalowa Wola. W rundzie jesiennej sezonu 2013/2014 Żurek nie zanotował ani jednego występu w barwach Cracovii, a w trakcie zimowego zgrupowania w Turcji zerwał więzadło krzyżowe w kolanie. 17 czerwca 2014 klub z Krakowa poinformował, że nie przedłuży wygasającego z końcem sezonu wypożyczenia Żurka z Legii.
Jesienią 2014 Żurek dołączył do trzecioligowych rezerw Legii, zanim w lutym 2015 został wypożyczony do drugoligowego Znicza Pruszków. W barwach Znicza wystąpił m.in. w dwumeczu przeciwko Lechowi Poznań (1:5, 0:2) w ćwierćfinale Pucharu Polski, w obu meczach wchodząc z ławki rezerwowych. Po wygaśnięciu kontraktu z Legią Żurek był wolnym zawodnikiem do stycznia 2016, gdy podpisał kontrakt z trzecioligową Elaną Toruń i pomógł w utrzymaniu klubu w lidze, zdobywając 4 bramki w 12 meczach.

### Puszcza Niepołomice
W lipcu 2016 Żurek podpisał roczny kontrakt z drugoligową Puszczą Niepołomice. W swoim pierwszym sezonie w tym klubie wywalczył z Puszczą awans do I ligi i ćwierćfinału Pucharu Polski, zdobywając 6 bramek w 29 meczach ligowych. W Puszczy występował przez kolejne trzy i pół sezonu, ustawiany przez trenera Tomasza Tułacza w rolach lewego, prawego i środkowego pomocnika.
Zimą 2021 został wypożyczony do końca sezonu do drugoligowego GKS Bełchatów, z którym drugi raz w karierze spadł z ligi, rozgrywając 8 meczów. Latem Puszcza wystawiła Żurka na listę transferową i 15 sierpnia 2021 rozwiązał kontrakt z klubem za porozumieniem stron. Łącznie w barwach klubu z Niepołomic rozegrał 100 meczów, w których zdobył 13 bramek (w tym 62 mecze i 7 goli w I lidze oraz 9 meczów w Pucharze Polski).
22 września 2021 podpisał roczny kontrakt z trzecioligowym KSZO Ostrowiec Świętokrzyski. W lipcu 2022 jako wolny zawodnik dołączył do Podhala Nowy Targ i w trzecioligowym sezonie 2022/2023 w 30 meczach strzelił 7 goli, zanim latem 2023 podpisał dwuletnią umowę z Garbarnią Kraków.

## Kariera reprezentacyjna
Jako junior Nidy Pińczów, Żurek był powoływany do reprezentacji Polski do lat 15. Po przenosinach do KSZO Junior Ostrowiec Świętokrzyski, w marcu 2010 Władysław Żmuda powołał go na zgrupowanie reprezentacji do lat 17 w Irlandii Północnej, gdzie wystąpił w meczach z Belgią i Hiszpanią (0:2), po których polska kadra odpadła z drugiej rundy eliminacji do mistrzostw Europy.
23 marca 2013 Żurek zadebiutował w reprezentacji Polski do lat 21, zmieniając Pawła Wszołka w 84. minucie wygranego 3:0 towarzyskiego meczu z Litwą (3:0) w Siedlcach. 5 czerwca 2013 wystąpił w prowadzonej przez Marcina Dornę reprezentacji Polski do lat 20, zmieniając Radosława Wiśniewskiego w 46. minucie przegranego 1:6 meczu z Włochami.

## Sukcesy

### Jako piłkarz
Legia Warszawa
- Puchar Polski:  2012/2013[4][42]

Puszcza Niepołomice
- awans do I ligi:  2016/2017
- 1/4 finału Pucharu Polski: 2016/2017